# ジェス・ウォルター
ジェス・ウォルター（Jess Walter、1965年7月20日 - ）は、アメリカ合衆国の推理作家。著作は26か国・28か国語で翻訳されている。2006年、エドガー賞 長編賞を受賞、全米図書賞最終候補。

## 経歴
2012年までに6作品を上梓している。2013年には初の短編集"We Live in Water" を刊行。『エスクァイア』や『PLAYBOY』など多くの雑誌にエッセイや短編小説が掲載されている。
最新作『美しき廃墟』（原題：Beautiful Ruins ）は、『ニューヨーク・タイムズ』のベストセラー・リストで第1位になったほか、『エスクァイア』ではブック・オブ・ザ・イヤーやワシントン・ポスト』の注目本に選ばれた。ナショナル・パブリック・ラジオのトーク番組"Fresh Air" で文芸評論家のモーリーン・コリガンは「文学的に奇跡」と絶賛し、『ボストン・グローブ』のスティーヴ・アーモンドは「ペーソスがあって、ウィットが突き抜けており、古典文学のような趣がある」と述べた。
2009年に上梓した"Financial Lives of the Poets" は、『タイム』や『ワシントン・ポスト』『ロサンゼルス・タイムズ』『ビリーバー』などでその年のベスト作品に選ばれた。脚本も書いており、"Financial Lives of the Poets" の映画用脚本も書いてある。
2006年に上梓した『ザ・ゼロ』（原題：The Zero ）は、全米図書賞の最終候補作品であった。『ワシントン・ポスト』のレビューでジョン・マクナリーは同作について「道義心だけでなく優れた洞察力で我々の文化を、そして911後の世界が良く書けている」と称賛した。
2005年の『市民ヴィンス』（原題：Citizen Vince ）は、エドガー賞 長編賞を受賞した。
ウォルターはジャーナリストでもあり、『ニューヨーク・タイムズ』『ワシントン・ポスト』『ボストン・グローブ』などに寄稿する。1992年のルビー・リッジ事件では、地元紙『スポーケスマン・レビュー』のレポーターとして取材をし、"Every Knee Shall Bow" として刊行した（後に"Ruby Ridge" と改題）。1996年にベストセラーとなった"In Contempt" はクリストファー・ダーデンとの共著作品である。
生まれ故郷であるスポーケンに、妻アンとブルックリン、アヴァ、アレクの3人の子供たちと暮らしている。イーストバレー高校、東ワシントン大学の卒業生である。

## 作品リスト

### 長編小説
| 邦題         | 原題                             | 刊行年 | 刊行年月   | 訳者              | 出版社                             |
| ------------ | -------------------------------- | ------ | ---------- | ----------------- | ---------------------------------- |
| 血の奔流     | Over Tumbled Graves              | 2001年 | 2002年2月  | 天野淑子          | 早川書房〈ハヤカワ文庫〉           |
|              | The Land of the Blind            | 2003年 |            |                   |                                    |
| 市民ヴィンス | Citizen Vince                    | 2005年 | 2006年12月 | 田村義進          | 早川書房〈ハヤカワ・ミステリ文庫〉 |
| ザ・ゼロ     | The Zero                         | 2006年 | 2013年12月 | 上岡伸雄/児玉晃二 | 岩波書店                           |
|              | The Financial Lives of the Poets | 2009年 |            |                   |                                    |
| 美しき廃墟   | Beautiful Ruins                  | 2012年 | 2015年5月  | 児玉晃二          | 岩波書店                           |

### 短編、短編集
- Bleacher Couch Man (2011) [included in ESPN The Magazine's Fiction Issue]
- Big Man (2012)
- Wolf and the Wild (2012)
- Thief (2012)
- Love Song #79 (2012)
- Don't Eat Cat (2012)
- We Live in Water: Stories (2013) - 短編集

### ノンフィクション
- Every Knee Shall Bow (1995) - 2002年にRuby Ridge: The Truth and Tragedy of the Randy Weaver Family と改題
- In Contempt (1996) - クリストファー・ダーデンとの共著

## 受賞・候補
| 作品                             | 年     | 賞                                                     | 賞         |
| -------------------------------- | ------ | ------------------------------------------------------ | ---------- |
| 『市民ヴィンス』 Citizen Vince   | 2006年 | エドガー賞 長編賞                                      | 受賞       |
| 『市民ヴィンス』 Citizen Vince   | 2006年 | 国際スリラー作家協会賞 長編賞                          | ノミネート |
| 『市民ヴィンス』 Citizen Vince   | 2007年 | ワシントン州ブック・アワード                           | ノミネート |
| 『ザ・ゼロ』 The Zero            | 2006年 | 全米図書賞小説部門                                     | ノミネート |
| 『ザ・ゼロ』 The Zero            | 2006年 | ワシントン州ブック・アワード                           | ノミネート |
| 『ザ・ゼロ』 The Zero            | 2007年 | パシフィック・ノースウェスト・ブックセラーズ・アワード | 受賞       |
| 『ザ・ゼロ』 The Zero            | 2007年 | ロサンゼルス・タイムズ・ブック・プライズ               | 受賞       |
| The Financial Lives of the Poets | 2011年 | ワシントン州ブック・アワード                           | ノミネート |
| 『美しき廃墟』 Beautiful Ruins   | 2012年 | ニューヨーク・タイムズ 2012年注目本100冊               | 受賞       |
| We Live in Water: Stories        | 2013年 | フランク・オコナー・インターナショナル短編小説賞       | ノミネート |